# Arung Palakka
Latenritatta Towappatunru Daeng Serang Datu Mario Riwawo Arung Palakka Malampee Gemmekna Petta Torisompae Matinroe ri Bontoala (né en 1634, mort en 1696), plus simplement connu sous le nom d'Arung Palakka, était un prince (arung) du royaume bugis de Bone dans le sud de l'île indonésienne de Célèbes.
En 1660, il prend part, avec une armée de quelque 10 000 Bugis, à une rébellion contre le royaume makassar de Gowa, suzerain de Bone, qui était alors sous le règne du sultan Hasanuddin (règne 1653-69). Les Makassar écrasent les Bugis. Arung Palakka et une petite troupe de suivants se réfugient dans l'île voisine de Buton. En 1663, les Néerlandais de la VOC (Compagnie néerlandaise des Indes orientales) accèdent à sa demande de s'établir dans leur siège de Batavia sur l'île de Java. Les Néerlandais étaient en effet impressionnés par les qualités guerrières des Bugis, qui deviennent un élément essentiel de leur stratégie contre Gowa.
Après la défaite finale de Hasanuddin en 1669, Arung Palakka devient le prince le plus puissant du sud de Célèbes. Il prend le titre d'Arumpone, c'est-à-dire "souverain de Bone", en 1672. Il décide d'ignorer le système de gouvernement traditionnel des Bugis, fondé sur un conseil qui élisait le souverain, débattait et prenait les décisions politiques. Il s'appuyait totalement sur les capacités militaires du groupe de réfugiés qui l'avaient suivi en exil. 
Arung Palakka nomme des hommes liges à la tête des États vassaux, y compris Gowa. Il entreprend à son tour une série de campagnes contre les principautés qui refusent de se soumettre à sa souveraineté. Il mène même une armée à Java pour aider la VOC dans sa lutte contre le prince Trunajaya de Madura. Durant son règne, nombreux sont les Bugis et Makassar qui fuient le sud de Célèbes et se mettent au service de différents princes dans l'archipel, intervenant, outre Java, à Lombok, Sumbawa, Bornéo, Sumatra et la péninsule Malaise, voir au Siam (l'actuelle Thaïlande). Jusqu'au XVIIIe siècle, les mercenaires de Célèbes seront considérés comme un fléau par les autres habitants de l'archipel indonésien.